# Hradecká sýpka
Hradecká sýpka (také Družstevní obilní skladiště) je historická budova v Hradci Králové u hlavního nádraží.

## Historie
Budova byla dle návrhu architekta Josefa Novotného v roce 1903 postavena za účelem skladování obilí. Ovšem v roce 1915 stavba vyhořela, následně prošla rozsáhlou rekonstrukcí a její vestavbu ze dřeva vyměnila ta ze železobetonu. Během rekonstrukce byla budova doplněna o nástavbu, která zvýšila úložný objem stavby až na 220 vagonů obilí. V době provozu byla vybavena pěti kapsovými výtahy, dvěma čistícimi stanicemi, šrotovníky a mačkadly pro výrobu krmiv; poháněny celkově patnácti elektromotory.
V roce 2017 byla podána žádost o prohlášení stavby kulturní památkou. Pro svůj zchátralý stav byla žádost zamítnuta a byl na budovu vydán demoliční výměr. Později téhož roku budovu zakoupil Matoušek Jakub za účelem přestavit budovu v kulturní centrum.

## Funkce
Budova plní funkci kulturního centra; pořádají se zde například workshopy, komentované prohlídky, projekce filmů, koncerty. Stavba je mimo pořádané kulturní akce veřejnosti nepřístupná (stav 2025).